# Roucy
Roucy település Franciaországban, Aisne megyében. Lakosainak száma 375 fő (2022. január 1.). Roucy Bouffignereux, Concevreux, Guyencourt, Ventelay és Cormicy községekkel határos.

## Népesség
A település népessége az elmúlt években az alábbi módon változott:
| Lakosok száma | 223  | 293  | 281  | 391  | 383  | 382  | 394  | 394  | 394  | 375  |
|               | 1968 | 1982 | 1990 | 2006 | 2013 | 2015 | 2017 | 2019 | 2020 | 2022 |